# シルクロード少年 ユート
『シルクロード少年 ユート』（シルクロードしょうねん ユート）は、2006年9月16日から2007年3月24日まで、BS2（衛星アニメ劇場枠）で放送された日本のテレビアニメである。
2008年春からバップオンデマンドにて各話有料配信。全26話。3DCGで製作（ただし、一部の背景・解説のシーンは2D作画）。
2007年10月7日からNHK教育テレビで放送。NHK制作のアニメーションらしく、中国大陸にある古今東西の国々を舞台にした作品である。登場する国々は時代ごとの文明レベルや風習や建築学などが考察されているが、戦争や人間同士の争いといった一面も描かれている。そして登場人物の多くは身勝手かつ自己中心的な一面があり、それらを重々しく描くことはなく、軽快なコメディタッチで描くのも大きな特徴である。
表向きはこども向けアニメとなっているが、むしろこどもの登場人物は少ない。物語を動かしていくのも様々な大人達であり、夢追う故に悲壮感や孤独を背負い続ける大人達の物語である。仕事を通しての利益主義の追及や、仕事をする上で世間一般の普遍的な生き方を切り捨てなければならない決断など、およそ他のNHKアニメには見られない大人向けの一面も強い。
第10回文化庁メディア芸術祭アニメーション部門審査員推薦作品。

## ストーリー
家族旅行でシルクロードに来ていた21世紀の普通の少年・ユートは、青海湖のほとりで古い仏像を見つける。仏像はユートの目の前で輝きを放つ雪達磨大使像へと変わり、その奇跡に導かれるようにして謎の少女・春麗が出現する。ユートと春麗は奇跡を起こすといわれる雪達磨大使像を探しに24世紀からやって来たタイムトラベラー達の争いに巻き込まれ、タイムマシンのひとつ・バーバレラ号に乗って24世紀のエージェント・ラモーン達と共に過去のシルクロードへと旅立つ。

## 登場人物
ユート　
声 - 折笠愛
12歳。現代の小学生で本名不詳の一人っ子（習字の紙にも本名は書かれていない）。過ぎたことにクヨクヨしないさっぱりとした性格（公式サイトより）。
閉鎖的な環境で育ち、周りに要領よく同調するだけで、趣味は多いが今まで何かをやりたいと望んだこともない子供だった。作中で普通の少年とされているが、基本的な能力は高く、優等生的である。
家族でシルクロード旅行に来たが、青海湖で両親の楽しそうでもない淡々とした姿に嫌気が差して家族の傍を離れたのをきっかけに時間旅行者たちの争いに巻き込まれ、バーバレラ号に乗ってシルクロードを時間旅行する旅に出る。その際、準備なしで旅立ったため時間スタンプを押しておらず、突然赤ん坊や青年、老人の姿に変身する体質になってしまう（メールマガジンによると、この変身は意図的に操作できるらしいがユートはそこまで出来ていない）。
旅に出る前は、世界旅行をしているにもかかわらずバスの中でゲームをしていた冒険心のない内向的な少年だったが、旅立ちと共にそれまでの閉ざされた世界から解放され、世界の広さや未知数な部分に刺激され自分の中の世界を広げていった。
敦煌編では両親の心に触れ、父と母に旅立ちの挨拶をして旅に出ることを決意する。また、閉鎖的な世界で生きていたために、旅立ったばかりの頃はただ大人の意志に引っ張られたまま（いかに自己を貫き通せるかが序盤の課題である）でいた。
自立心が強く強烈な自我を見せる一面もあり、赤ちゃんに変身してしまった時には「赤ちゃんじゃない！」と叫んだ。その反面身勝手なところがあり、グループ行動を忘れて春麗とともにフラフラとどこかに行ってしまうことも多い（ラモーンやリンランも同じである。ひいては、自己中心的な身勝手さというのがこのアニメのテーゼであり、誰も咎めない）。その代わり人から信用されないことも多い（敦煌の絵師に馬鹿にされて傷ついたり、ラモーンに時間ループ現象を信じてもらえずぞんざいに扱われるなど）。最終的にはタイムトラベラーの一員として仲間を想い協力し合うようになる。
他のタイムトラベラーにとってはたまたま巻き込まれただけでいつかは自分の時間に帰らなくてはならない「お客様」であり、ユート自身21世紀に帰るか旅を続けるかで迷っていた。しかしブロンの助言により自分の意志で旅立つことを決意。メンバー達に祝福され、晴れて彼らの仲間として迎えられる。メールマガジンにて、ユートと春麗郷には何か秘密があるという記述がある。119と104のバーバレラ号改造後はチャンチー号の乗組員となるが、あくまで中立の立場をとっており、バーバレラ号の乗組員の敵になったわけではない。
英語は苦手だが、百人一首の一文を覚えていたり、ラモーンの誤字を指摘したり、さらには筆も扱えるなど国語関係にはそれなりに強い様子である。しかしラモーン同様芝居はジーナから見ても下手。春に奈良へ修学旅行に行ったことから、小学六年生の冬休みに事件に巻き込まれたことが分かる。
本人曰くただのこども。漫画版では人格描写が大幅に劣化しているが、男性的な一面が強くなっている。春麗役の笹本優子曰く、陰ながらモテそう。あと数ヶ月で中学生になるとだけあって、自身の帰還よりもバーバレラ号の任務を空気を読み優先することを提案するなど、それなりに大人びた性質を持つ。しかしその反面、下足らずな言葉遣いや、情緒面に関して実年齢を下回るかのような幼さがある。漫画版ではこの幼さは無い。その幼さも16話を境に薄れ、それ以降はより自立心と自主性が強くなりさらに大人びた一面を見せるようになる。
正義感の強い性格で、将来は防弾ガラスを事務所に張っておかなければならないくらい危険な探偵の職業に就くことになる。しかしその正義感と矛盾するように、ユート自身にも人を顧みずに押しのけるような自己中心的悪徳（本人は自覚していない）があるため、その性格故に孤独にさまよい14話と15話で苦しむこととなる。このような身勝手な一面があると大きな問題ごとに直面しても解決できないと知り、15話以降は孤独癖を捨て、皆を想い行動するようになった。
序盤では様々な人から夢を与えられるが、逆に天山山脈編では天照に夢を与えて導く立場になっている。序盤は上着の下のポリゴンモデルが作られていなかったため、宗福の家で眠るシーンは上着を着たままという不自然な状態だった。しかしマルコ・ポーロに対しては心を開いていることを示すために、上着を脱いだ状態のポリゴンモデルが作られるようになった。その時は赤い上着の下には長袖のシャツの上に半そでのシャツ姿。
最初は春麗をそれほど信用もせずその存在を不思議がるだけだったが、ロプノールでの一夜をきっかけに歩み寄り信頼し合うようになる。春麗との出会いに運命を感じ（この想いに気づくのが二話までの成長である）るが、あくまでも「友達」としている。折笠愛曰く、恋愛はまだ分からない。性的な意識も全くなく、ラブレターというものにも全く反応を示さない。
青年ユートに変身した時、ハメットから「いい男」と言われるが、返答は「はぁ？」という無理解なものであり、このことからも恋愛には徹底的に縁のない様子。
人に対する特別な感情や執着がない（彼は人を想うことに対して、個人としての執着ではなく、広義の意味での「友達」としている）のは、彼が広い世界や多くの人々に心を開いているからである。だから個人に対して特別な感情は抱かない。しかし春麗を距離感のある異性関係であることには変わりなく、それまでは関心の無かった女の子への興味を見せることも。女の子に対する幻想感や非日常感はある。
小説版では正反対の人格であり、初登場時から異性に対して欲望丸出しである。性行為やディープキスなどの卑猥な知識も豊富である。小説版ではアニメ版と同じく、人々との仲を保とうとする良識的一面もあるが、行動原理としてはもっぱら己の生存と欲望のために生き残ることである。
漫画版では春麗への想いの結論を「（春麗を）ずっと助けたいと思っていた」と独自の解釈がされている。
小説版では存在感の薄い脇役で、ユート役の折笠愛曰く隣の少年。あるいはこの旅を通して大人になった。タキヒロムによると将来大物になりそう。バーニーからはこどもだと低く見られており、彼女がもちかけた二回のしりとりに応じなかった。
過保護でも放任主義でもない家庭に生まれ夢や希望を持たず（牛馬央とのやりとりによれば、形のない夢を追うことに否定的な考えを持っていた。
特別編ではインチキ呼ばわりした牛馬央に謝っている）にただ漠然と生きていたが、春麗やブロン、牛馬央たちに出会って心を動かされ、謎を追いかけようと夢を持って生きるようになる。
マルコ・ポーロに夢を与えるために空想した東京の夜景を教えている。
競馬大会に出る前夜、競馬に勝てそうにないと嘆いていたことから、ひとつのことに熱くなれないあるいは、成し遂げられない無力感や厳しい現実に諦めた感情などとの葛藤を持っていたことがわかる。
春麗（シュンレイ）
声 - 笹本優子
突然ユートの前に現れた謎の少女で、なぜかユートにしか姿を見ることが出来ない。ユートと共に雪達磨大使像を追って旅に出る。
序盤までは感情に乏しく、たとえ周りが大変なトラブルに陥ってもノーリアクションであることが多い。
幽霊のような姿で肉体が無いのでユートのような変身体質はない。何にも触れられないのをいいことに、ユートが酷い目に遭っても我関せずで面白がっていた節がある。昔のトラウマから雷が嫌い。序盤では、どこかの国のお姫様のようにわがままな一面が多い（ユートを助けろとファンに言う、ぶどうを食べようと必死になる など）。
ユートと離れた場所にいても彼の気配を感じとることができる不思議な力がある。
中国の民族衣装のような服を着ており、コンセプトは古代人が定める美女像をイメージした「下膨れ顔の美少女」で、コメンタリーによると寺田克也のデザイン。ユート曰く「かわいい」。
ユートにしか興味がなく、そのせいで他のメンバーも春麗を見ることが出来なかった（ただし気配や声だけは判る人はいる）。しかし、最終的にはユートだけでなく共に旅に出た皆のことも想うようになる。
DVDの解説では9歳となっているが、タキヒロム曰く年齢不詳。コメンタリーでは実際の年齢は分からないが、ユートより少し年下くらいを想定していると解説されている。しかし精神的にはそうでもないらしく、登場人物の中でも老成したような精神をしている。小説版では年齢は明かされていないもののユートと同じくらいの歳と記述がある。
その正体は雪達磨大師像そのもの。自分の故郷である春麗境が自らの死で時空間から消えてしまった事を悲しみ、歴史を修復したいという願いが雪達磨大師像となり歴史修復のために各地で奇跡を起こしたのが真相だった。
DVD最終巻では、像に乗って夕日に照らされる春麗郷を目の前にして無限に広がる時間や世界に対しユートと共に友として夢を膨らませるエピローグが追加されている。
小説版ではユートに恋心を抱くようになり、ジーナに嫉妬する。中盤では新あるまじろーの歌う卑猥な歌をいい歌と解釈するなど、ズレた感性を持ちユートに引かれてしまう。そのせいで小説版での中盤は、心の距離が離れている。
ラモーン
声 - 菅原正志
24世紀の大富豪・バーバラに雇われて雪達磨大師像を捜すエージェントで、タイムマシン・バーバレラ号に搭乗する。白いモヒカン頭とクリーム色のスーツがトレードマークの黒人青年。
いつもクシで髪の手入れをしている。胆力はないが口の回る性格でやることにソツがないが、お人好しで美人に弱く惚れっぽいのがもとでトラブルを起こすことも多い。
20世紀に憧れがあり、かなりの音楽マニアで20世紀のゴミ捨て場で拾った愛用のエレキギターを演奏するのが得意。
失恋経験は無数でだまされた経験もあり、高校のハイスクールパーティに出席していたキャサリンには声すらかけてもらえなかった。
アニメ版と小説版ではほぼ別人。小説版の主人公でオレンジ色のツナギを着ており、序盤から中盤まではチリチリ頭だったが終盤からアフロになる。
小説版のみの設定で大麻吸引歴あり。小説版の最後では時守による洗脳を受けて改心。古代中国に留まりリンと結ばれる。
あるまじろー　
声 - 西村朋紘
タイムマシン・バーバレラ号に搭乗する。ラモーンの助手で知性のあるアルマジロ。「まじ」が口癖。
アニメ版と小説版で性格が同じ。アニメ版ではなんでも屋の仕事の時ラモーンが飼い主から無理やり世話を押し付けられた。
小説版ではラモーンと出会う前は富裕層のとあるカメラマンの家で飼われていたが突然捨てられた。
ジーナ　
声 - かかずゆみ
タイムマシン・バーバレラ号に搭乗する時間旅行者。バーバラの娘で金髪の美少女。
過保護なバーバラから離れるためにラモーン達に勝手について来た。しっかり者の性格で責任感や行動力が強く、メンバー唯一の良識人。
学校へはあまり行ってないため成績は悪く、単位不足で大学を留年している。バーバラとの約束で単位を取るために時間旅行中にレポートを書いている。
小説版ではもうひとりの主人公。時間スタンプを押していないのでユート同様に生態時間が崩壊して変身するだけではなく、人格が豹変したり精神崩壊もしてしまう。
小説版のラストを締めくくる人物であり、全てのものから離反してバーバレラ号で旅立った後、バーニーを銃で破壊し炎上するバーバレラ号から飛び降りて死亡する。
リン、ラン　
声 - 水谷優子、夏樹リオ
24世紀の大富豪・チャンに雇われて雪達磨大師像を捜すエージェントで、タイムマシン・チャンチー号に搭乗する。小説版では元アイドル「ナスティーツインズ」。
息ぴったりで交互に喋る癖があるが、「リンラン」とまとめて呼ばれるのを嫌がる。
仕事以外に興味がない利益主義の仕事人間。しかし、その余裕のない性格も旅を通して変化してゆく。
小説版では銃器の扱いに慣れ、襲いかかって来た遊牧民を射殺するなど冷酷な一面がある。
小説版では精神的に依存し合っており無意味な殺戮をするが、決別したことによって収まりそれぞれ違う人生を歩むこととなる。
アンディ
声 - 坂口候一
タイムマシン・チャンチー号に搭乗する時間旅行者。チャンの息子で眼鏡をかけた青年。頭脳明晰なシルクロードオタク。
幼馴染のジーナ曰く冷たい性格とのことだが、インドア派で空気は読めないものの根はやさしい。旅を通して、ややキザでナルシストな許容力のある男に成長してゆく。
ジーナが理性でフォローするタイプなら、アンディは知性でフォローするタイプ。後半になると、その知性が発揮される。ジーナと同じくチャンへの反発から家出をして、リン、ラン達の時間旅行に勝手について来た。
DVDの解説ではバーバラの息子だと誤記されている。
リンランからジーナとの関係を恋愛だと思われて応援されているが、本人に全く恋愛感情はない。
8話にてメインキャラで唯一、登山シーンが2Dイラストで作画された。
小説版では時間スタンプを押していないのでユート同様に生態時間が崩壊して変身するだけではなく、人格が豹変したり精神崩壊もしてしまう。
バーニー
声 - 渡辺久美子
タイムマシン・バーバレラ号に搭載されている人工知能。誠実な性格だが、怒ると凶暴な暴言を吐きちらすような発言を連発する。
理論的なチャーリーに対して、バーニーは感情的である。
雪達磨大師像を探す任務には心から反対していた。ユートをこどもだと見下してしりとりを2回持ちかけるが、それに応じるほどユートはこどもではなかった。
チャーリー　
声 - 岡野浩介
タイムマシン・チャンチー号に搭載されている人工知能。バーニーと同様に感情を持つコンピューター。
感情的なバーニーに対して、チャーリーは理論的である。
バーバラ・ハウレット　
声 - 津田匠子
24世紀の大富豪でチャンのライバル。ギャラをケチって安い低予算でラモーンを雇い、タイムマシンで雪達磨大師像を捜させる。通信伝達プログラム天使便を従えるが、24世紀では複数いる。
チャン・ツェー
声 - 折笠愛
24世紀の大富豪でバーバラのライバル。リンとランを雇い、タイムマシンで雪達磨大師像を捜させる。
タイムパトロール隊員104と119
声 - 原マスミ、増谷康紀
バーバレラ号とチャンチー号の乗組員達の前にたびたび現れる26世紀のタイムパトロール隊。人間の姿ではなく空中を浮遊する精密な立方体として現れ、その喋り口や発音は極めて独特。
タイムトラベラーの監視や彼らの横暴な時間旅行によって乱れたタイムパラドックスを修復する任務を持つが、小説版ではほとんど別物として描かれる。なお、顔らしき模様が描かれている反対側は空洞で、奇妙な空間に通じている。
第25話で巻き込んだ羊を回収したことから、時間スタンプを押さずにタイムロードへ出てしまい生体時間が崩壊した者に対して、なんらかの処置をできるようである。
漫画版の104はとある空間に入られると快楽を感じてしまうという奇妙な性癖を持つ。
ブロン　
声 - 梅津秀行
中国の歴史の中でも歴代の名君と呼ばれた漢の武帝。しかし多くの偉業の成してきた裏側に、夢を実現するために多くの人間を蹴落としてきた、傲慢な一面のある人物である。そのため、死期迫る老いた身として己の生き方が正しかったのかと疑問を抱き、全てを捨て放浪の者としてのブロンを名乗っている。
バクバク兄　
声 - チョー
バクバク弟　
声 - 土屋利秀
24世紀の遺伝子操作で生まれた生き物。物から人の思念を読み取る特殊能力を買われて探偵に拾われる。
ハメット　
声 - 根谷美智子
24世紀で探偵業を営む女性。ラモーンやリンランの仕事仲間でもある。24世紀に現れたユートと同居し、彼を探偵の助手として使うことになる。
テクノロジーが発展しすぎて、人間性やあらゆる感性が陳腐化した24世紀において、唯一超然とした大人である。
小説版ではタイムパトロール隊同様、全くの別人の中年男性として登場する。
きゅーちゃん　
声 - 矢作紗友里
年代不明の場所でユートについてきた謎の生物。実は春麗の妹である。
ランドレット博士
24世紀のタイムマシン開発者。小説版のみに登場。過去の失恋がきっかけでタイムマシンを作る。
サイトウ・ザ・スナッフ
小説版のみに登場。ラモーンが訓練の一環でアダチシティの闘技場で戦うこととなった、死人大陸（ランド・オブ・ザ・デッド）から輸入された凶暴なゾンビ。胸には大きく「さいとう」と刻印されている。
チゲ
小説版のみに登場。老人となったユートを犯すためだけに追いかけ回す老婆。ジーナに殴り殺された。
ゆきえもん
小説版のみに登場、パミール高原での作戦のためヨンミンツェーがリン・ランに派遣した雪男。しかし活躍する間もなく、パンダを焼いて食べた火が原因で焼死してしまう。

## タイムマシン
バーバレラ号
未来の大企業トヨダ社によって製造されたタイムマシン。小説版のみの設定であり、アニメ版では製造された経緯など不明。
ラモーン、あるまじろー、ジーナ、ユート、春麗が乗る青い装甲のタイムマシン。16話でタイムパトロールによって改修され、その際にデザインも多少変わった。
マシンには光学迷彩や飛行機能など未来のハイテクノロジーが凝縮されているが欠点として水に弱い。
バーニー曰く、関係者以外立ち入り禁止とのこと。
チャンチー号
未来の大企業メルセデス社によって製造されたタイムマシン。小説版のみの設定であり、アニメ版では製造された経緯など不明。
リンとラン、アンディが乗る白い装甲のタイムマシン。
バーバレラ号と同じく光学迷彩や飛行機能など未来のハイテクノロジーを凝縮しているが、バーバレラ号にはないオジャマビームという兵器も搭載されている。
バーバレラ号に比べ、軽量化に成功したスマートなフォルムとなっている。

## スタッフ
- 原案 - 戸梶圭太
- 監督・シリーズ構成・脚本 - アミノテツロ
- キャラクターデザイン - 寺田克也
- 美術監督 - 加藤浩
- 音楽 - 平野義久
- プロデューサー - 野島正宏、植田泰生、梶剛士、田中渉、坂美佐子
- アニメーション制作 - オー・エル・エム デジタル
- 製作 - シルクロード少年ユート製作委員会（KADOKAWA・VAP・OLM）

## 主題歌

### オープニングテーマ
「ONE FOR EVERYONE」
作詞・作曲・編曲 - ミッキー吉野 / 歌 - GODIEGO
- 元々中村あずさのアルバム『Emotion in Motion』（1990年）に「One love,One heart」というタイトルで収録されていた。

### エンディングテーマ
「天まで届け」
作詞・作曲 - 相馬圭二 / 編曲・歌 - ザ・コブラツイスターズ
- また、このエンディングで、寺田克也が描いたキャラクターイラストを見ることができる。

## 各話リスト
| 話数   | サブタイトル                             | 脚本                  | 絵コンテ     | 演出       | 作画監督 | 放送日         |
| ------ | ---------------------------------------- | --------------------- | ------------ | ---------- | -------- | -------------- |
| 1      | 楼蘭へ! 初めての時間旅行                 | アミノテツロ 横谷昌宏 | 雛子龍       |            |          | 2006年 9月16日 |
| 2      | ロプ湖（ノール）水上大混戦!              |                       |              |            |          | 9月23日        |
| 3      | イリで出会った謎の人                     |                       |              |            |          | 9月30日        |
| 4      | 烏孫の馬走る!飛べ天馬!                   |                       |              |            |          | 10月7日        |
| 5      | 敦煌の妖怪絵師                           |                       |              |            |          | 10月14日       |
| 6      | 鳴沙山に舞う青き蝶                       | 米村正二 アミノテツロ | 飯島正勝     | 志村錠児   |          | 10月21日       |
| 7      | トルファンで勘違い!?                     | 横谷昌宏              | わだへいさく | 橋本三郎   |          | 10月28日       |
| 8      | 火焔山大大噴火!?                         |                       |              |            |          | 11月4日        |
| 9      | クチャに流れる魂の音曲                   | 米村正二 アミノテツロ | 張恵叔       | 山本天志   |          | 11月11日       |
| 10     | 魑魅魍魎混成合奏超舞踏団                 |                       |              |            |          | 11月18日       |
| 11     | 天山の恋する紙すき職人                   |                       |              |            |          | 11月25日       |
| 12     | タラスに飛んだ紙すき職人                 | 横谷昌宏              | 川島宏       | 山崎茂     |          | 12月2日        |
| 13     | 迷宮シルクロード!! ここはどこ? お前は誰? | 米村正二 アミノテツロ | わだへいさく | 橋本三郎   |          | 12月9日        |
| 14     | 魔境シルクロード!? 正体不明の大乱戦!     | 米村正二 アミノテツロ | わだへいさく | 橋本三郎   |          | 12月16日       |
| 15     | パミール高原 決死の再挑戦!               | 横谷昌宏              | 山本天志     |            | 武田和久 | 12月23日       |
| 16     | パミール高原 必死の再再挑戦!!            | 横谷昌宏              | 山本天志     |            | 武田和久 | 2007年 1月6日  |
| 総集編 | 時をかける少年 ユートの漂流日記          |                       |              |            |          | 1月13日        |
| 17     | ホータンの天然玉王子                     |                       |              |            |          | 1月20日        |
| 18     | 荒野の大激突! 姫と王子と? と玉           | 横谷昌宏              | 川島宏       | 笠井信児   |          | 1月27日        |
| 19     | 長安のいちばん長い休日                   | 横谷昌宏              | 島津裕行     | 佐々木真哉 |          | 2月3日         |
| 20     | 電光石火! 楊貴妃救出大作戦               | 横谷昌宏              | 島津裕行     | 橋本三郎   |          | 2月10日        |
| 21     | ラブレター フロム カラホト               | 横谷昌宏              | 山本天志     |            | 山本深幸 | 2月17日        |
| 22     | ラブレター トゥ チンギス カン            | 横谷昌宏              | 山本天志     |            | 山本深幸 | 2月24日        |
| 23     | 砂に眠る謎の都ニヤ                       | 横谷昌宏              | 宮尾佳和     | 津田義三   |          | 3月3日         |
| 24     | 砂と消えた幻の国ニヤ                     | 横谷昌宏              | 宮尾佳和     | 堀内直樹   |          | 3月10日        |
| 25     | 青海の水は深からず遠からず               |                       |              |            |          | 3月17日        |
| 26     | よみがえる春麗郷                         | アミノテツロ          | 雛子龍       |            |          | 3月24日        |

## 漫画版
タキヒロムにより『comic B's-LOG』で2006年10月号から2008年3月号まで連載。
- 1巻 - ISBN 978-4-7577-3697-9
- 2巻 - ISBN	978-4-7577-3862-1

単行本第2巻は2007年9月発売予定だったが、2度の延期の末、2008年3月に340ページという大ボリュームで発売。内容に関してはアニメ版であった高度なストーリーテリングや伏線はほぼ削がれ、単なる宣伝漫画のようになっている。タキヒロムはアニメ版の優秀なスタッフによる高度な作品作りに対し、自身はただの絵を描く端くれものだと気が引ける思いを語っている。そのせいか後半に向かうにつれ完成度が著しく落ち、自身の力量では到底アニメ版には敵わないことから「開き直った」ともコメントしている。

## 小説版
戸梶圭太による小説版。アニメ版とは一変してダークファンタジー色が濃く、時間旅行に対する否定的な結論からもほぼアニメ版との関連性は無い別物である。しかし両作共にこどもの社会的コミュニティへの参加や、最終的に仏教的な考え方で完結するなど共通点もある。ショッキングな描写に富んだエンターテイメント性の高い一品である。グロテスクな描写だけでなくエロティックなシーンも多い（リンランが売春婦を装って兵士を倒す、ユートが老婆に強姦（未遂）されるなど）。
これらの刺激的なシーンのために本作品には寺田克也による挿絵などは一切無い。
また、ユートの生態時間が崩壊して乳児になってもアニメ版の場合精神はそのままであるが、小説版では精神も乳児になる。
- 『1 ありえない出会い』 - ISBN 978-4-7561-4796-7
（一巻の初版には各章にサブタイトルはつけられていないが、増刷分からサブタイトルが加筆されている）
- 『2 迫りくる時間警察』 - ISBN 978-4-7561-4919-0
- 『3 たとえ帰れなくても』 - ISBN 978-4-7561-5011-0

### 小説版世界観設定
24世紀の世界人口は60億から11億に減少し、生き残った人間は「アダチシティ」「ラズチャックシティ」という貧困層と富裕層の2極化された未来都市で生活している。なお、都市の外界は、人間が住めない劣悪な放射能汚染と細菌兵器によってアンデッドになった人々が徘徊し、人間の文明と呼べるものは存在しない。この混沌とした世界観は24世紀だけではなく、21世紀にも暗黒と危険に満ちた世界を示唆する表現がある。